# Ракита (река)
Ракита је река у Северној Македонији. Налази се у Полошкој котлини (Доњи Полог) у северозападном делу Северне Македоније у подножју планинског врха Љуботен. Близу реке налази се и насеље Вратница.
Ракита (позната и под називом Вратничка река) настаје спајањем Ливадичке и Љуботенске реке. Ливадичка река извире у области Ливадице на Шар Планини, док Љуботенска река извире на планинском врху Љуботен. 
Ракита се улива у реку Вардар пред Дервенском Клисуром.